# Orthodoxe Parochie Amersfoort
De Orthodoxe Parochie Amersfoort, Kerk van de heilige Cornelius de Honderdman, is de Amersfoortse parochie van de Russisch-orthodoxe Kerk.
Deze parochie is onderdeel van het Aartsbisdom van Den Haag en Nederland van dit kerkgenootschap. Ze werd gesticht in 1981 door Stephan Bakker en Heleen Schaeffner. Aartspriester (protopresbyter) Bakker is rector (pastoor) en voorzitter van het parochiebestuur.
De parochie is gewijd aan de Heilige Cornelius de Honderdman, een Romeins militair in de eerste eeuw in Judea, genoemd in het Bijbelboek Handelingen (hoofdstuk 10), die wordt beschouwd als een van de eerste niet-Joden die christen werd.
De leden van de parochie, tegenwoordig (2015) een 100-tal, zijn voornamelijk vluchtelingen uit de communistische en post-communistische periode van Rusland, en mensen die gevlucht zijn voor het islamitisch fundamentalisme. Ook fungeert de parochie als missiepost. Er zijn leden van een 35-tal etnische groepen. De bedoeling is dat de parochianen, dankzij de activiteiten van de parochie, zich in Nederland thuis gaan voelen en tevens integreren, reden waarom vele diensten in het Nederlands worden gehouden. Ook cursussen en trainingen worden door de parochie verzorgd.
Gekerkt werd sinds 1981 op diverse locaties, zoals Utrechtseweg 375 (tot 1991), Bloemweg 11 (vanaf 1991 tot vóór 1997) en in de kapel van het Oud-Katholiek Seminarie aan de Kon. Wilhelminalaan 3. Men is na de stichting van de parochie maar liefst 12 maal verhuisd.
Nadat de rooms-katholieke parochie van Amersfoort de Sint-Henricuskerk aan de Matthias Witroosstraat in 2014 had verlaten is deze kerk gekocht en in gebruik genomen door de orthodoxe parochie.